# Dona
"Dona" é uma canção da dupla brasileira Sá & Guarabyra regravada em 1985 pelo grupo Roupa Nova.
Em 1982, a canção disputou no Festival de Música Popular Brasileira daquele ano.
Mais tarde, Mariozinho Rocha  (que gravou a canção em um cassete) convidou seu grupo Roupa Nova a gravar sua própria versão da faixa, mais a banda não queria regravar a música e foi forçado pelo diretor do grupo a regravar a canção, que foi colocando no disco auto titulado de 1985 da banda. No mesmo ano a música entrou na trilha sonora da novela Roque Santeiro, da Rede Globo, e se tornou um grande sucesso tendo sido a segunda canção mais tocada desse ano nas rádios do Brasil.
A canção também foi um grande êxito em Portugal aquando da exibição da novela.
Em 1992, o Roupa Nova lança o álbum The Best en Español que traz uma versão de "Dona" em espanhol, chamada "Mi Dueña", composta por Héctor Luis Ayala.
Em 2014 a gravação do grupo Roupa Nova se torna novamente trilha sonora de uma telenovela da Rede Globo. Desta vez a canção faz parte da trilha da novela Império do autor Aguinaldo Silva.
Em 2017 o grupo coreano de K-Pop "MASC"  fez um cover da música durante um showcase em São Paulo.